# Synkretismus vodunu a křesťanství

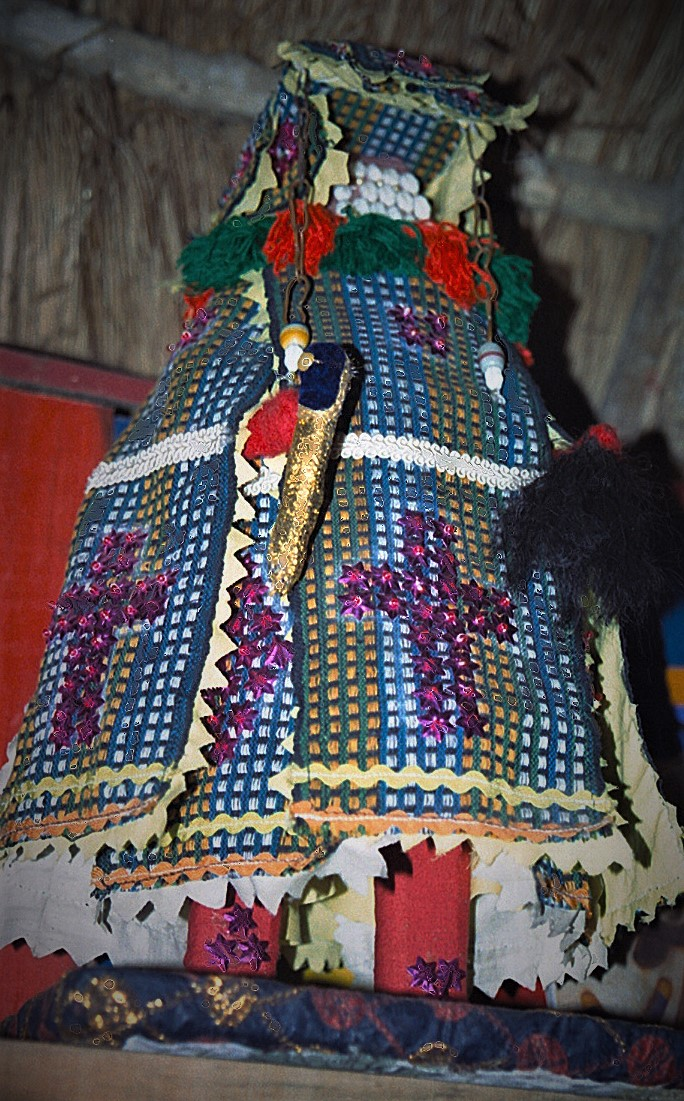
Příklad synkretismu. Vodunské zangbeto s křesťanským křížem.

Synkretismus vodunu a křesťanství vznikl propojením tradičního západoafrického náboženství vodun a křesťanství. Vyznavači se nalézají zejména v Beninu, Togu a Nigérii. Vodun je západoafrické tradiční polyteistické náboženství s centrem v Beninu a synkretismus v náboženské oblasti je propojení dvou nebo více původně odlišných náboženských tradic. Podobná synkretická náboženství se nacházejí i v okolních zemích, kde jde o propojení jorubského náboženství a křesťanství, náboženství odinala a křesťanství, případně náboženství bori a islámu.
V Beninu vedle vyznavačů synkretismu existuje velká množina lidí vyznávající vodun a křesťanství bez směšování. Jedná se o – v Africe běžnou – vícečetnou náboženskou identitu. Rozličné synkretismy a eklekticismy jsou v západní Africe běžnými jevy.
Věřící vedle křesťanských bohoslužeb (v Beninu většinou, ale nikoli výlučně) katolického ritu navštěvují rovněž vodunské zasvěcence, používají tradiční fetiše na ochranu domácnosti a osobní ochranné amulety kri-kri (gris-gris). Pěstují úctu k zemřelým předkům a za pomoci vodunského kněze (vodunon) komunikují se světem duchů.
Synkretismus vodunu a křesťanství vznikl stejně jako samotný vodun v Beninu, ovšem podobné synkretismy vznikly také v zámoří, když se vodun dostal spolu s otroky do Karibiku, kde jeho synkrezí s katolickým křesťanstvím vzniklo karibské voodoo podobně jako brazilské candomble a kubánská santería.